# Pont de Pyrimont à Chanay
Ne pas confondre avec le pont de Pyrimont de Surjoux.
Le pont de Pyrimont à Chanay était un pont en arc (unique) utilisé comme pont routier. Il franchit le Rhône entre Chanay (Ain) et Challonges (Haute-Savoie). Il fut inauguré le 8 septembre 1907 et détruit en juin 1940 par l'armée française, pour ralentir l'avancée allemande.
Quelques piliers sont toujours visibles, au milieu du fleuve.

## Histoire
Dès 1885, les habitants des rives du Rhône demandent le remplacement du bac à traille qui assure le franchissement du fleuve, par un pont. Le pont est construit de mai 1905 à décembre 1906 et est inauguré en 1907. Dans la nuit du 19 au 20 juin 1940, le pont est détruit par l'armée française, qui tente ainsi de retarder l'avancée allemande, lors de la bataille de France. Le bac à traille reprend alors du service, ceci jusqu'au début des années 1950 et la construction du second pont de Pyrimont.

## Caractéristiques
Le pont de Pyrimont était un pont en béton armé élaboré selon le procédé Hennebique.
Il incluait quatre travées sur environ 200 mètres de long. Le tablier était situé à 30 à 47,30 mètres au-dessus de l'eau. Enfin, la voie mesurait 2,20 mètres et à laquelle s'ajoutaient deux trottoirs de part et d'autre, d'une largeur de 70 centimètres chacun.